# Suctoribates crassisetosus
Suctoribates crassisetosus är en kvalsterart som beskrevs av Franklin och Woas 1992. Suctoribates crassisetosus ingår i släktet Suctoribates och familjen Rhynchoribatidae. Inga underarter finns listade i Catalogue of Life.